# 582 Olympia
Olympia (asteroide 582) é um asteroide da cintura principal com um diâmetro de 43,41 quilómetros, a 2,0222479 UA. Possui uma excentricidade de 0,2250105 e um período orbital de 1 539,58 dias (4,22 anos).
Olympia tem uma velocidade orbital média de 18,43840995 km/s e uma inclinação de 30,01247º.
Esse asteroide foi descoberto em 23 de Janeiro de 1906 por August Kopff.